# Screen
A screen egy UNIX-szerű rendszerekre íródott karakteres felületű program.
A screen egy teljesképernyős ablakkezelő ami képes a fizikai terminálokat több (általában interaktív) processz között megosztani.
Ha a screent elindítjuk, létrehoz egy önálló ablakot egy parancssorral (vagy a megadott parancsokat futtatja benne) és úgy tudod használni, mintha csak simán elindítottad volna. Azonban bármikor képes vagy új ablakot létrehozni, kiléptetni már futó ablakokat. Minden ablak a bennük futó programot egymástól teljesen függetlenül futtatja. A programok akkor is futnak, ha az ablakuk éppen nem látható, vagy az egész screen folyamat le van választva a terminálról. A screenben futó program akkor sem szakad meg, ha az őt elindító felhasználó kijelentkezik. Egy futó screen folyamatot leválaszthatunk a Ctrl-a d paranccsal. Ekkor visszakapjuk azt a promptot, ahonnan a screent magát meghívtuk.
A futó screenek listáját a screen -ls paranccsal kérdezhetjük le.
Minden futó screen folyamatnak egyedi azonosítója van.
Egy megadott (leválasztott) screen folyamatot visszacsatlakoztathatunk ha kiadjuk a screen -r [azonosító] parancsot ahol az azonosító a visszacsatolni kívánt screen folyamat saját azonosítója (nem szükséges teljes egyezés).
A screennek küldött parancsok alapértelmezésben mindig a Ctrl-a billentyűkombinációval kezdődnek.
További információt a screen manualjában olvashatsz, angol nyelven.